# Méta Traoré
Pour les articles homonymes, voir Traoré.
Méta Traoré est un député et homme politique guinéen.
Député uninominal de la circonscription de Koundara de mars 2020 au 5 septembre 2021,.

## Biographie
Député uninominal de la commune de Koundara de 2020 à 2021 de la dernière législature de mars 2020. Il est membre de la commission défense et sécurité de la 9eme législative de la république de Guinée sous la présidence Alpha Condé.